# Saint-Vallerin
Saint-Vallerin – miejscowość i gmina we Francji, w regionie Burgundia-Franche-Comté, w departamencie Saona i Loara.
Według danych na rok 1990 gminę zamieszkiwały 233 osoby, a gęstość zaludnienia wynosiła 35 osób/km² (wśród 2044 gmin Burgundii Saint-Vallerin plasuje się na 679. miejscu pod względem liczby ludności, natomiast pod względem powierzchni na miejscu 1134.).